# Physique-chimie
Pour des articles plus généraux, voir [[:Enseignement de la physique (en)]] et Enseignement de la chimie.
Ne doit pas être confondu avec Chimie physique.
Dans l'enseignement primaire (cycle 3) et l'enseignement secondaire français (collège et lycée), la physique-chimie forme une partie de l’enseignement scientifique.

## Programme au primaire
La physique-chimie est introduite dès le cycle 3 (CM1, CM2, 6e) dans le cadre de l'enseignement des sciences expérimentales et technologies. Ces premières notions (par exemple, en physique, électricité, astronomie, et chimie, unités de mesure, mélanges, solutions, les différents états de la matière et les changements d'états...) sont introduites dans le cadre d'activités essentiellement expérimentales et de résolution de problèmes concrets, issus pour la plupart de la vie quotidienne, en lien avec les autres matières de la formation (sciences de la vie et de la Terre, technologie, informatique, etc.). Ici le but n'est pas forcément l'accumulation de connaissances, mais plutôt l'initiation à la résolution de problèmes et l'éveil de la curiosité de l'élève, celui-ci étant en général confronté à une situation concrète, en autonomie, à partir de supports variés (manuels, expériences menées en classe ou à la maison, documents audio-vidéo, logiciels, animations interactives, etc.). Le choix des expériences réalisées est laissé à la discrétion de l'enseignant, ainsi que le contenu exact des séquences.
Quelques thèmes abordés (à dominante physique-chimie) :
- matière, mouvement, énergie, information ;
- la planète Terre. Les êtres vivants dans leur environnement.

L'enseignement en sciences et technologies (toutes disciplines confondues) représente un quota horaire de quatre heures par semaine en 6e et de deux heures par semaine en CM1-CM2.

## Programme au collège
Au collège, l’enseignement de physique-chimie débute en sixième (voir ci-dessus), au cycle 4 (à partir de la classe de cinquième) il représente une heure et demie ou une heure par semaine. Les programmes sont en vigueur depuis la rentrée 2016. Comme toutes les disciplines, elle contribue à apporter les connaissances et compétence du socle commun de connaissances, de compétences et de culture, en particulier pour « les principaux éléments de mathématiques et la culture scientifique et technologique ».
L’enseignement a pour objectif : 
- de contribuer à l’acquisition d’une culture scientifique et technologique pour construire une première représentation globale, cohérente et rationnelle du monde, en mettant l’accent sur l’universalité des lois qui le structurent ;
- de renforcer, à travers les programmes, la corrélation avec les autres disciplines scientifiques, en montrant à la fois les spécificités et les apports de la physique-chimie, et de contribuer aux thèmes de convergence ;
- d’être ancré sur l’environnement quotidien et ouvert sur les techniques pour être motivant et susciter la curiosité et l’appétence des élèves pour les sciences, conditions nécessaires à l’émergence des vocations scientifiques (techniciens, ingénieurs, chercheurs, enseignants, médecins, etc.).

## Programme au lycée général et technologique
À la suite de la réforme du lycée général et technologique de 2019, les lycéens généraux et technologiques de première et de terminale suivent, dans le cadre du tronc commun, un cours de deux heures par semaine d'enseignement scientifique (matière mêlant sciences de la vie et de la Terre, physique-chimie et, dans une moindre mesure, mathématiques). Un enseignement de spécialité de physique-chimie (quatre heures en première et six heures en terminale) est dispensé pour les élèves de première et de terminale générale l'ayant demandé en fin de seconde. Les filières technologiques possèdent également des enseignements de spécialité de physique-chimie ou en rapport avec la physique-chimie.

### Seconde générale et technologique
Les trois thèmes principaux abordés sont :
- Constitution et transformations de la matière ;
- Mouvement et interactions ;
- Ondes et signaux.

### Enseignement de spécialité physique-chimie en voie générale

#### En première
Les quatre thèmes étudiés sont :
- Constitution et transformations de la matière ;
- Mouvement et interactions ;
- L’énergie : conversions et transferts ;
- Ondes et signaux.

#### En terminale
Les thèmes sont :
- Constitution et transformations de la matière ;
- Mouvement et interactions ;
- L'énergie : conversions et transferts ;
- Ondes et signaux.

### Physique-chimie en voie technologique
L'enseignement dispensé en physique-chimie dépend du bac technologique choisi.

## Sources
- Laurence Maurines, Magali Gallezot, Marie-Joëlle Ramage et Daniel Beaufils, « La nature des sciences dans les programmes de seconde de physique-chimie et de sciences de la vie et de la Terre », RDST. Recherches en didactique des sciences et des technologies, no 7,‎ 18 novembre 2013 (ISSN 2110-6460, DOI 10.4000/rdst.674, lire en ligne, consulté le 9 décembre 2023)
- Alain Jameau et Jean-Marie Boilevin, « Les déterminants de la construction et de la mise en œuvre de démarches d’investigation chez deux enseignants de physique-chimie au collège », Recherches en éducation, no 21,‎ 1er janvier 2015 (ISSN 1954-3077, DOI 10.4000/ree.7545, lire en ligne, consulté le 9 décembre 2023)
- Laurent Jeannin, Laurent Veillard et Andrée Tiberghien, « Appropriation de nouvelles ressources d’enseignement par des professeurs de physique-chimie en seconde », RDST. Recherches en didactique des sciences et des technologies, no 1,‎ 15 septembre 2010, p. 267–292 (ISSN 2110-6460, DOI 10.4000/rdst.235, lire en ligne, consulté le 9 décembre 2023)
- Marie-Christine Granotier-Milot, « Place des nouvelles technologies dans l'enseignement de la physique-chimie », Didaskalia, vol. 8, no 1,‎ 1996, p. 97–109 (DOI 10.4267/2042/23778, lire en ligne, consulté le 9 décembre 2023)
- Antoine Le Bouil, Jérôme Eneau et Jean-Marie Boilevin, « Effets d’un dispositif de formation de professeurs stagiaires en physique-chimie pour développer l’autonomie des élèves », RDST. Recherches en didactique des sciences et des technologies, no 23,‎ 16 décembre 2021, p. 29–54 (ISSN 2110-6460, DOI 10.4000/rdst.3660, lire en ligne, consulté le 9 décembre 2023)